# Pitta sordida
La pitta dal cappuccio o pitta testanera (Pitta sordida (Statius Müller, 1776)) è un uccello passeriforme della famiglia dei Pittidi.

## Descrizione

### Dimensioni
Misura 16-19 cm di lunghezza per un peso che va dai 42 ai 70 g.

### Aspetto

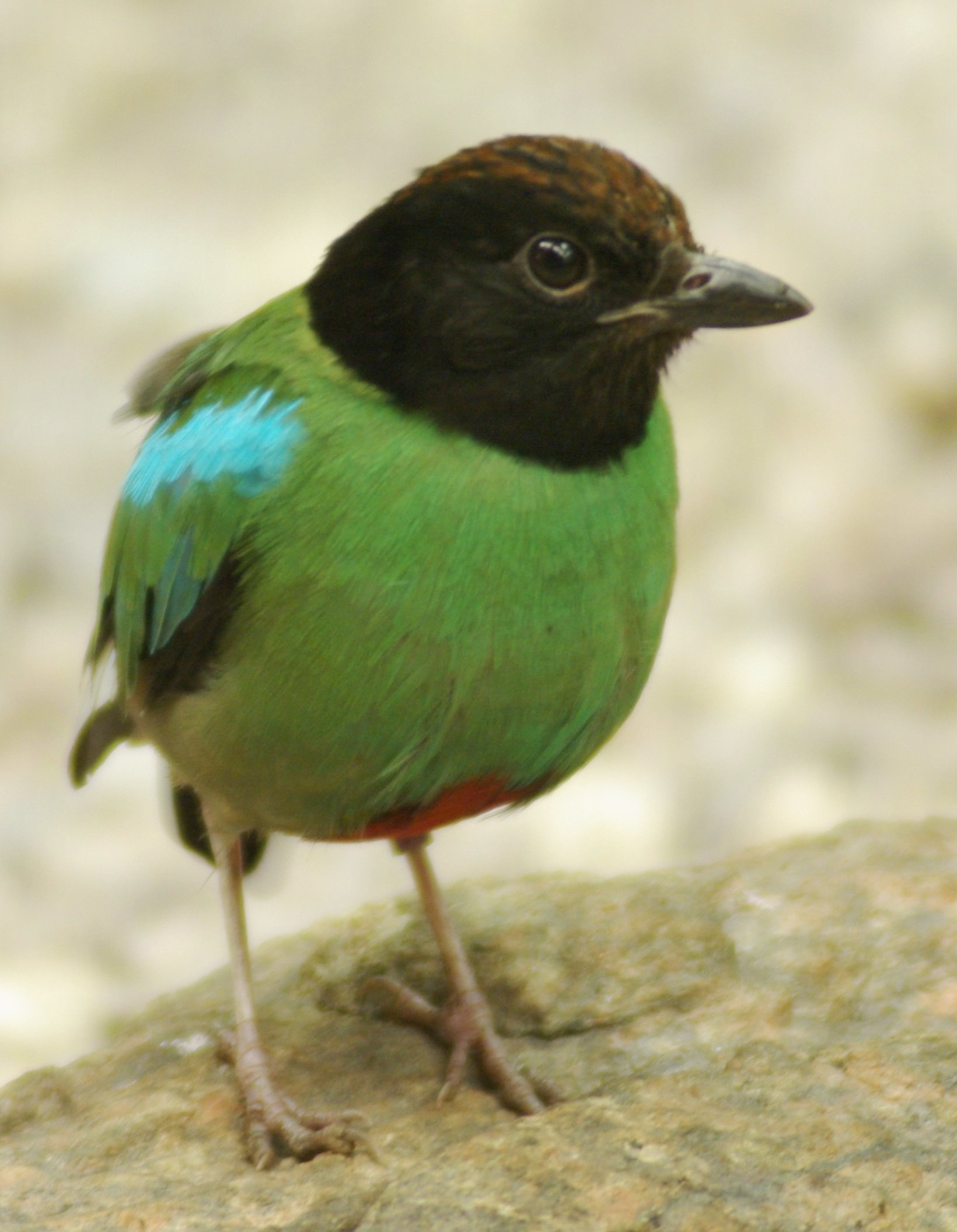
Un esemplare al National Zoo di Washington.

Questi uccelli hanno un aspetto paffuto e massiccio, con ali e coda corte, forti zampe e testa e becco allungati.

La livrea varia piuttosto sensibilmente nelle varie sottospecie, pur mantenendosi simile e mostrando uno spiccato dimorfismo sessuale: il maschio, come intuibile dal nome comune, presenta testa di colore nero (a volte con calotta rossiccia o nerastra con sfumature arancio), dorso, petto, fianchi e ali di colore verde erba (talvolta con sfumature azzurre più o meno decise sul petto o più scuro su dorso e ali) con remiganti primarie munite di banda trasversale azzurra, ventre e sottocoda rossi e codione e coda di colore azzurro brillant. La femmina presenta anch'essa coda e codione azzurri, mentre la livrea è di colore bruno-verdastro più scuro sul dorso, testa bruno-nerastra, sfumature azzurre del piumaggio assenti e ventre e sottocoda bruno-rossicci: in ambedue i sessi il becco è nerastro con base giallastra, le zampe sono di colore carnicino-nerastro e gli occhi sono bruni.

## Biologia

### Comportamento

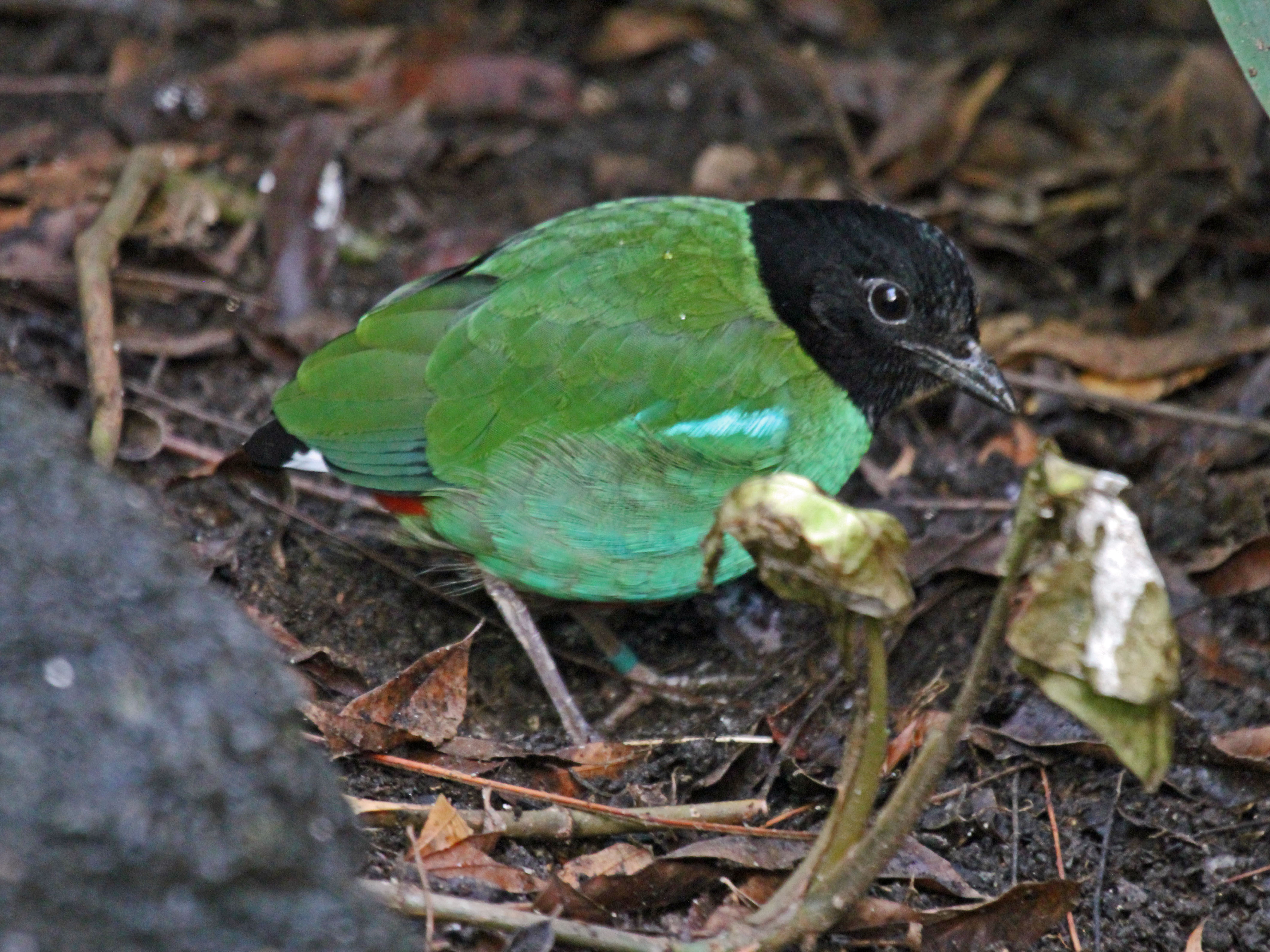
Esemplare al suolo allo Zoo di San Diego.

Si tratta di uccelli diurni e solitari, estremamente territoriali nei confronti dei conspecifici, soprattutto durante il periodo riproduttivo quando si riuniscono in coppie: essi passano la maggior parte della giornata muovendosi con circospezione nel folto del sottobosco alla ricerca di cibo.

### Alimentazione
La dieta della pitta dal cappuccio è composta perlopiù da lombrichi e chiocciole, venendo inoltre integrata quando possibile con insetti e altri invertebrati di piccole dimensioni: raramente, questi uccelli si nutrono anche di bacche e piccoli frutti.

### Riproduzione
Il periodo riproduttivo va da febbraio a agosto: ambedue i componenti della coppia collaborano alla costruzione del nido (una struttura globosa generalmente ubicata al suolo, composta da rametti e materiale vegetale intrecciato e foderata internamente da foglie e muschio), alla cova delle 2-4 uova (che dura attorno ai 17 giorni) e alle cure parentali verso i pulli, che alla schiusa sono ciechi ed implumi.

## Distribuzione e habitat

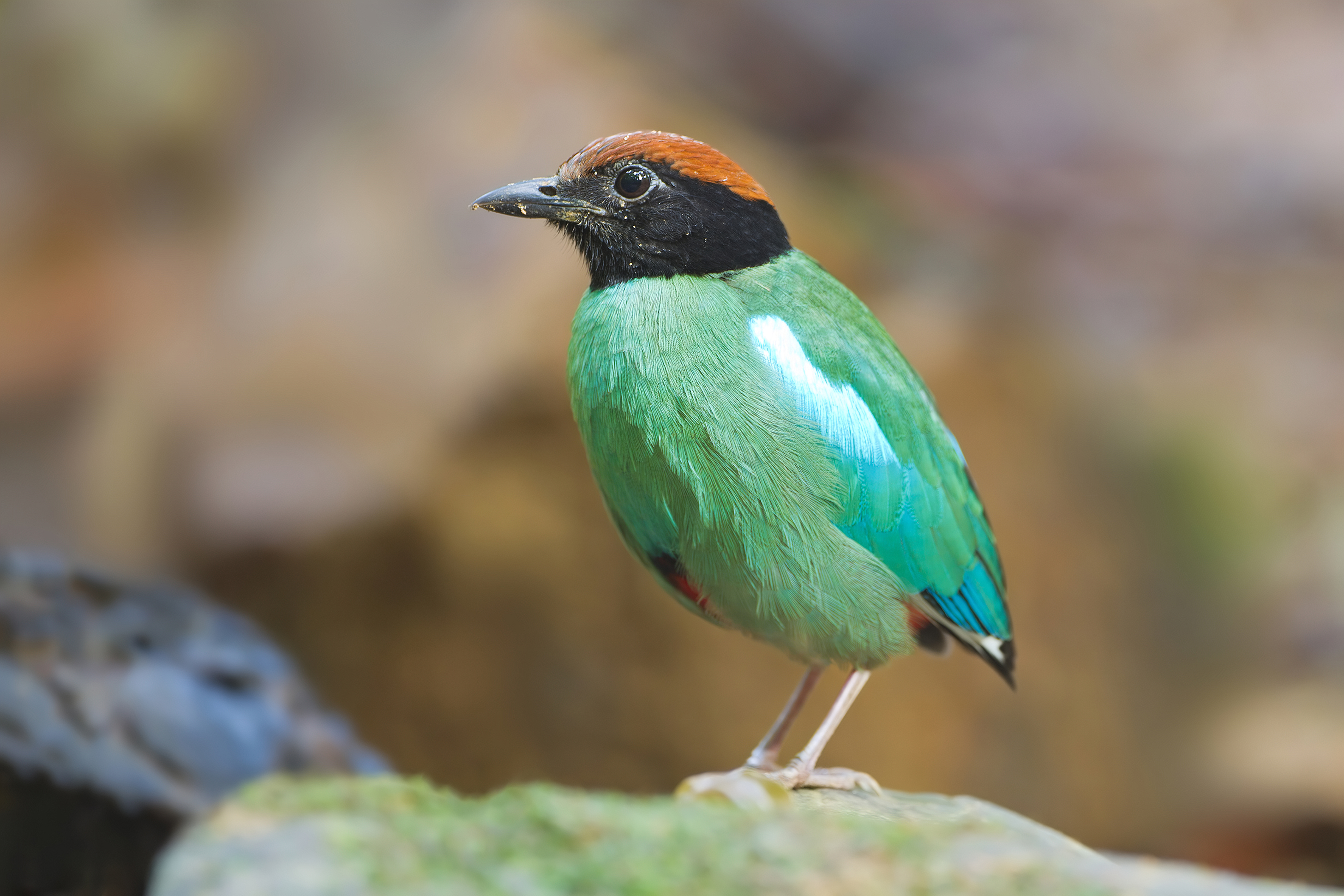
Un esemplare della sottospecie cucullata.

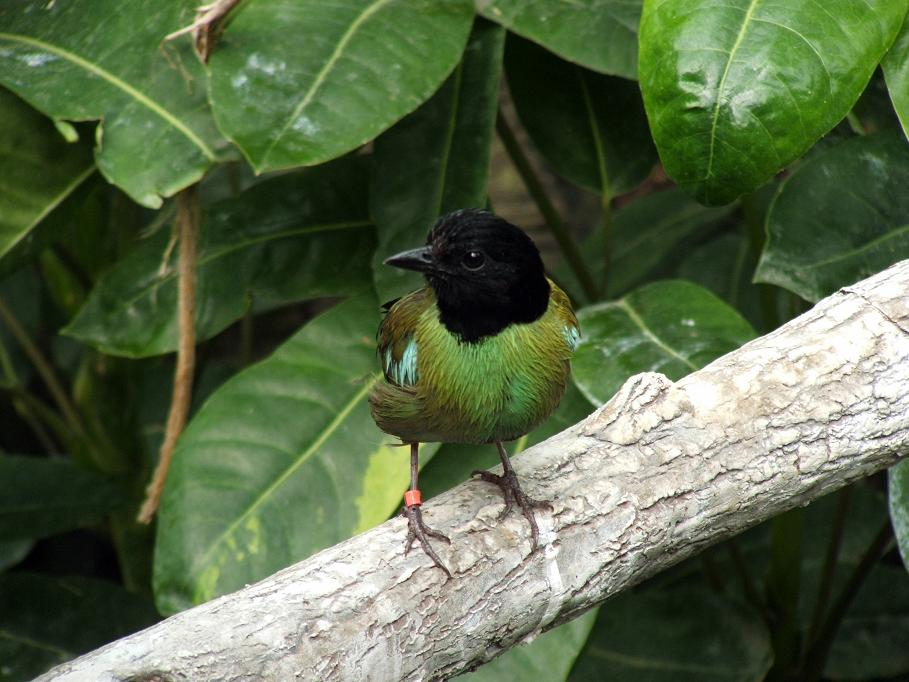
Esemplare in cattività.

La pitta dal cappuccio rappresenta la specie di pitta dall'areale più esteso: essa è diffusa infatti dall'India nord-orientale alla Cina meridionale, a sud attraverso l'Indocina e il Sud-est asiatico fino alla Nuova Guinea e ad alcune isole circonvicine. Il suo habitat è rappresentato dalla foresta pluviale primaria o secondaria con folto sottobosco: questa specie, tuttavia, si dimostra piuttosto poco timorosa nei confronti dell'uomo, e colonizza anche le piantagioni e le aree coltivate.
La sottospecie cucullata compie migrazioni stagionali e probabilmente anche altre popolazioni occidentali di questa specie compiono spostamenti del genere, tuttavia mancano dati a supporto di questa tesi e le stesse rotte migratorie rimangono ancora in larga parte oscure.

## Tassonomia

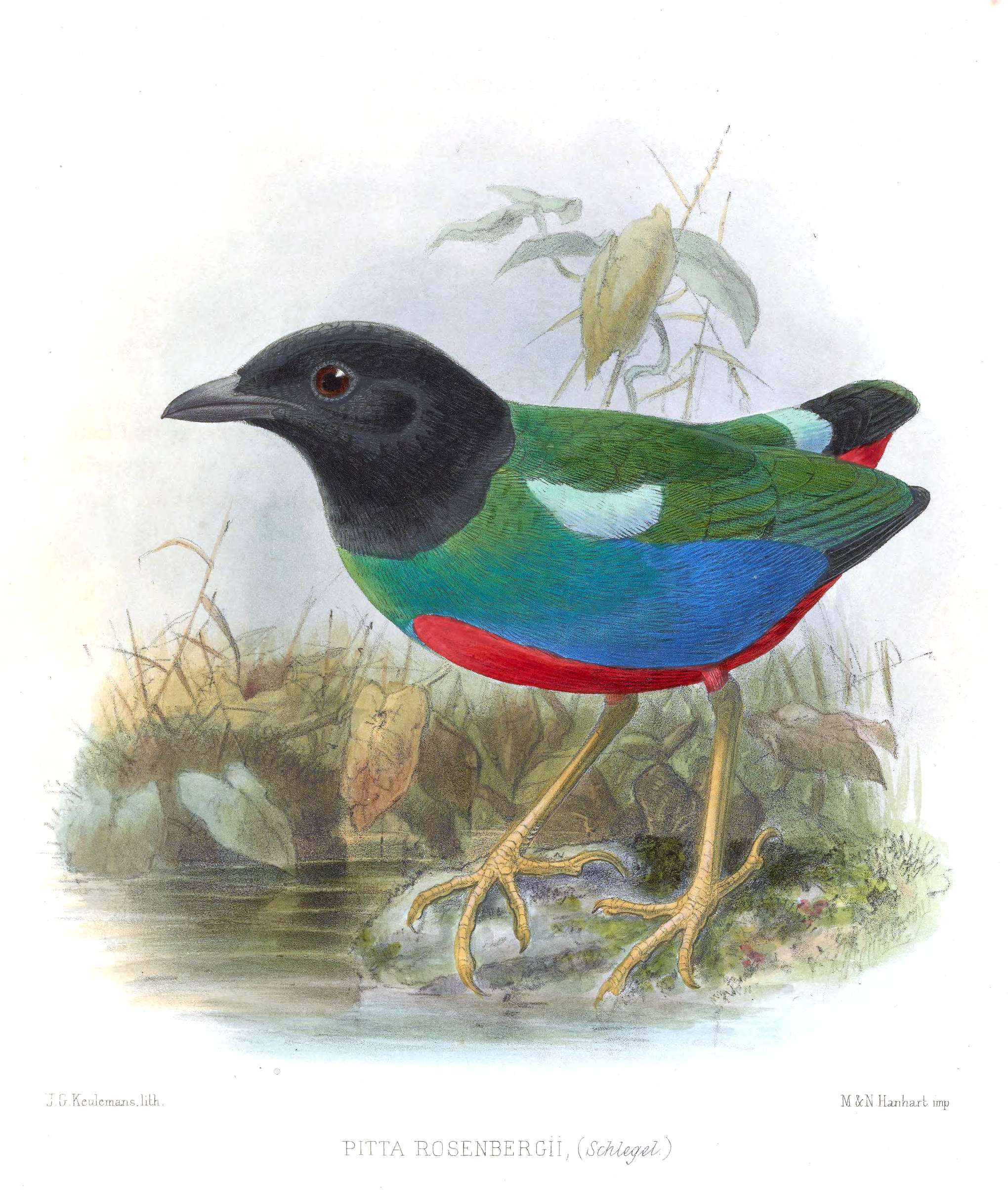
ssp. rosenbergii.

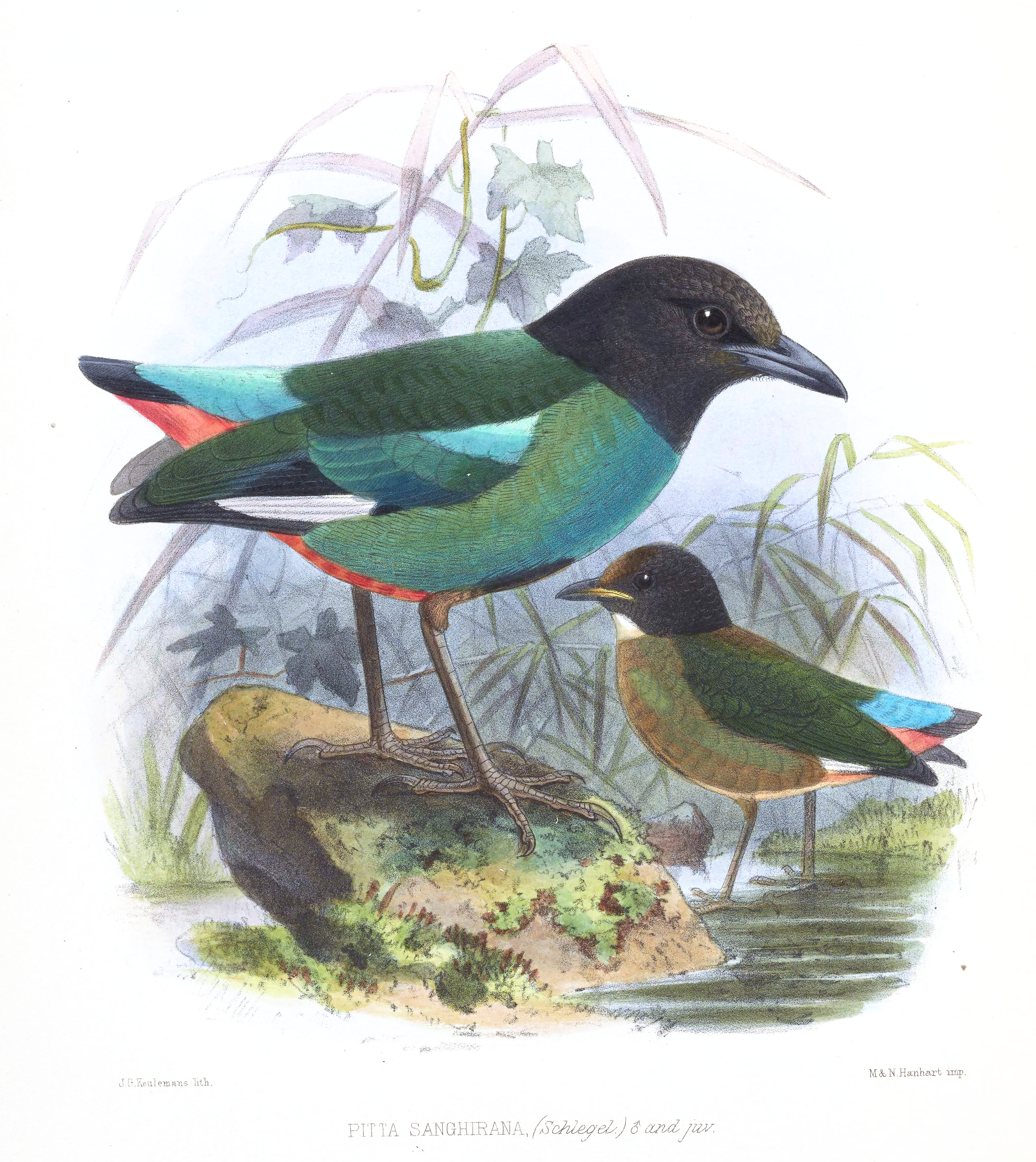
ssp. sanghirana.

Se ne riconoscono dodici sottospecie:
- Pitta sordida sordida, la sottospecie nominale, diffusa nelle Filippine (eccetto Palawan);
- Pitta sordida abbotti Richmond, 1902, endemica delle Nicobare;
- Pitta sordida bangkana Schlegel, 1863, endemica delle isole di Bangka e Belitung;
- Pitta sordida cucullata Hartlaub, 1843, diffusa dall'India settentrionale alla Cina meridionale e all'Indocina;
- Pitta sordida forsteni (Bonaparte, 1850), diffusa nel nord di Celebes;
- Pitta sordida goodfellowi White C. M. N., 1937, endemica delle isole Aru;
- Pitta sordida mefoorana Schlegel, 1874, endemica di Numfor;
- Pitta sordida mulleri (Bonaparte, 1850), diffusa nella penisola malese, a Sumatra, Giava, in Borneo e nelle isole Sulu;
- Pitta sordida novaeguineae Müller, & Schlegel, 1845, diffusa in Nuova Guinea e nelle isole vicine;
- Pitta sordida palawanensis Parkes,1960, endemica di Palawan;
- Pitta sordida rosenbergii Schlegel, 1871, endemica di Biak;
- Pitta sordida sanghirana Schlegel, 1866, endemica di Sangihe;

Le varie sottospecie differiscono fra loro per dimensioni ed estensione e intensità della colorazione verde e nera: le sottospecie papuane (mefoorana, rosenbergii, goodfellowi e novaeguineae con la sua razza hebetior di Karkar) appaiono vicine fra loro e piuttosto isolate geneticamente rispetto alle altre, tanto di poter far pensare di ascriverle a una nuova specie a sé stante.

La pitta dal cappuccio forma probabilmente una superspecie con le congeneri pitta superba e pitta pettoavorio, oltre che con la pitta pettoazzurro, alla quale essa appare particolarmente vicina.